# 石城神社

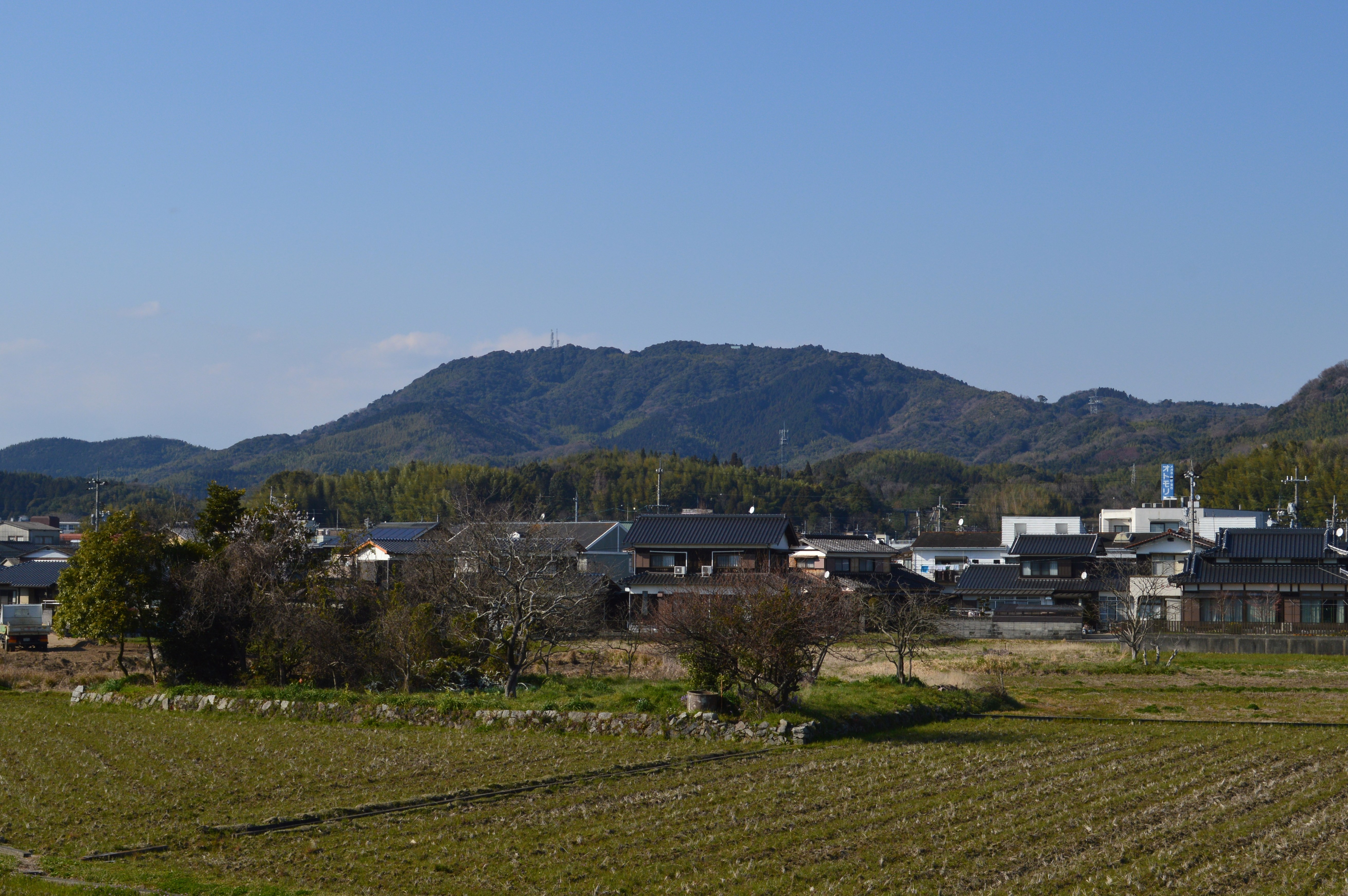
神社の鎮座する石城山

石城神社（いわきじんじゃ）は、山口県光市大字塩田にある神社。式内社で、旧社格は県社。
古代山城の石城山神籠石（国の史跡）で知られる石城山（標高362メートル）の山頂部に鎮座する。

## 祭神
現在の祭神は次の3柱。
- 大山祇神（おおやまつみのかみ） - 主神。
- 雷神（いかづちのかみ）
- 高龗神（たかおかみのかみ）

延長5年（927年）成立の『延喜式』神名帳における祭神の記載は1座。かつては祭神の本地仏として、大山祇神には釈迦如来、雷神には普賢菩薩、高龗神には文殊菩薩があてられていた。

## 歴史

### 創建

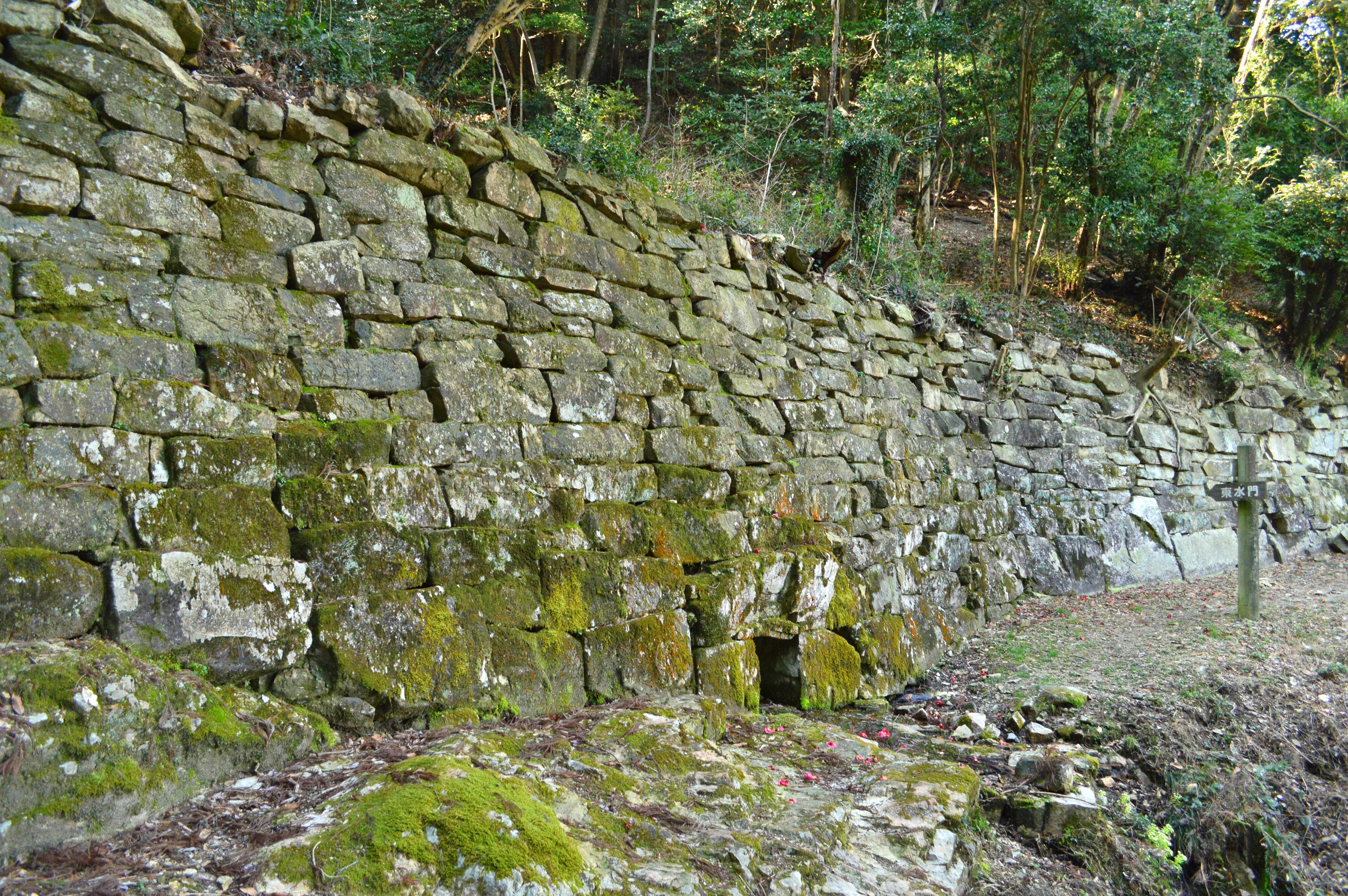
石城山神籠石（国の史跡）

創建は不詳。社伝では、敏達天皇3年（574年?）に吉備屯倉の津史が当地に至り、「石城宮」の勅額を賜ったことにより創建されたとする。
石城神社の鎮座する石城山では、古代山城である石城山神籠石の築造が知られる。石城山神籠石に関して文献には記載がなく、その機能時期は明らかでないが、社名の「石城」から神社と山城に関係があったものと推測されている。また、境外社の宇和奈利社が本来の石城山の神であったと見て、山城築造に伴い朝廷から大山祇神・雷神・高龗神が勧請され、宇和奈利社に代わる山城の守護神として石城神社が創建されたとする説もある。

### 概史
国史では、貞観9年（867年）に「石城神」の神階が正五位上から従四位下に昇叙された旨が記載されている。また、延長5年（927年）成立の『延喜式』神名帳では周防国熊毛郡に「石城神社」と記載され、式内社に列している。
嘉禄3年（1227年）3月の「周防石城宮神官解」では、神社に係る紛争のことが見える。
文明元年（1469年）7月には大内政弘により現在の本殿が造営された。この本殿は、永正11年（1514年）に大内義興により、明暦2年（1656年）に毛利綱広により、寛政10年（1798年）に毛利斉房によりそれぞれ修復が行われた。また、安政4年（1857年）には毛利敬親により拝殿と神護寺仁王門（現在の石城神社随身門）が造営されている。
近世には「石城山式内三社大権現」と称され、石城山を山岳霊場とする信仰が形成されていた。
明治維新後、明治6年（1873年）に近代社格制度において郷社に列し、大正2年（1913年）に県社に昇格した。また、かつて神社の西側には別当寺の石城山舎那院神護寺があったが、明治3年（1870年）に廃寺となっている。

### 神階
- 貞観9年（867年）8月16日、正五位上から従四位下 （『日本三代実録』） - 表記は「石城神」。

## 境内

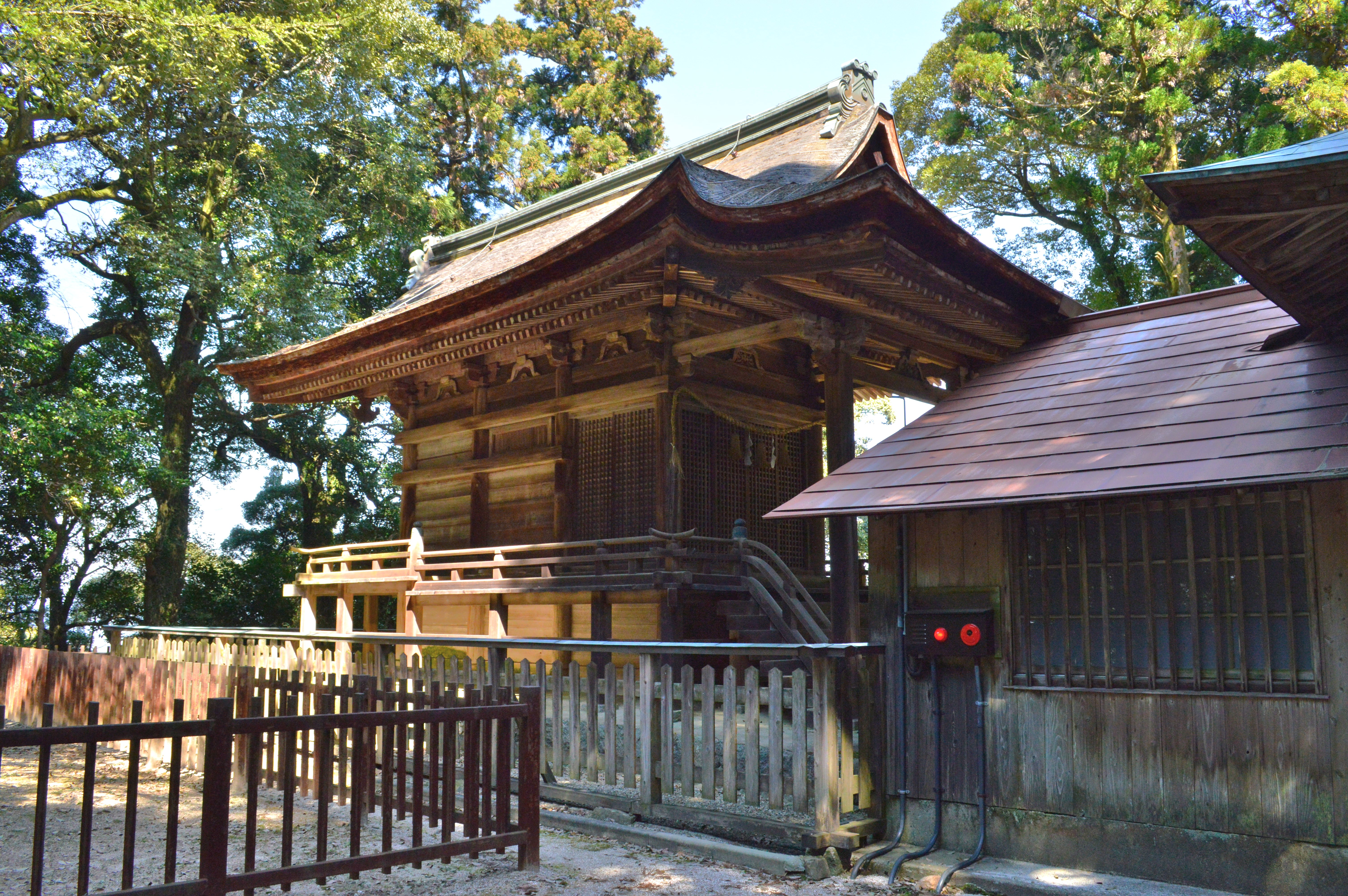
本殿（国の重要文化財）

現在の本殿は、室町時代後期の文明元年（1469年）の造営。大型の隅木入春日造の建築である。形式は桁行三間、梁間は正面一間、背面二間、妻入で、屋根はこけら葺とする。蟇股など随所に室町時代の特色が見られる。建物内部は後一間を内陣、前面二間を外陣とし、内陣は一段高くする。この本殿は、附指定の宮殿1基・棟札2枚と併せて国の重要文化財に指定されている。なお、本殿の建築形式について、「隅木入春日造」とする資料と、「正面入母屋造、背面切妻造、妻入」とする資料とがあるが、両者は実質的に同じ形式を指している。「隅木入春日造」とは、春日造（切妻造平入の社殿の正面に庇を付した形式）の一種で、身舎と庇との間に隅木（身舎に対して45度方向に入る部材）が入るものである。
境内の西方には、かつて別当寺の神護寺があった。幕末にはこの神護寺に第二奇兵隊の本陣も置かれていたが、神護寺は明治3年（1870年）に廃寺となって堂宇は失われ、残る参道の仁王門は現在では石城神社の随身門として使用されている。

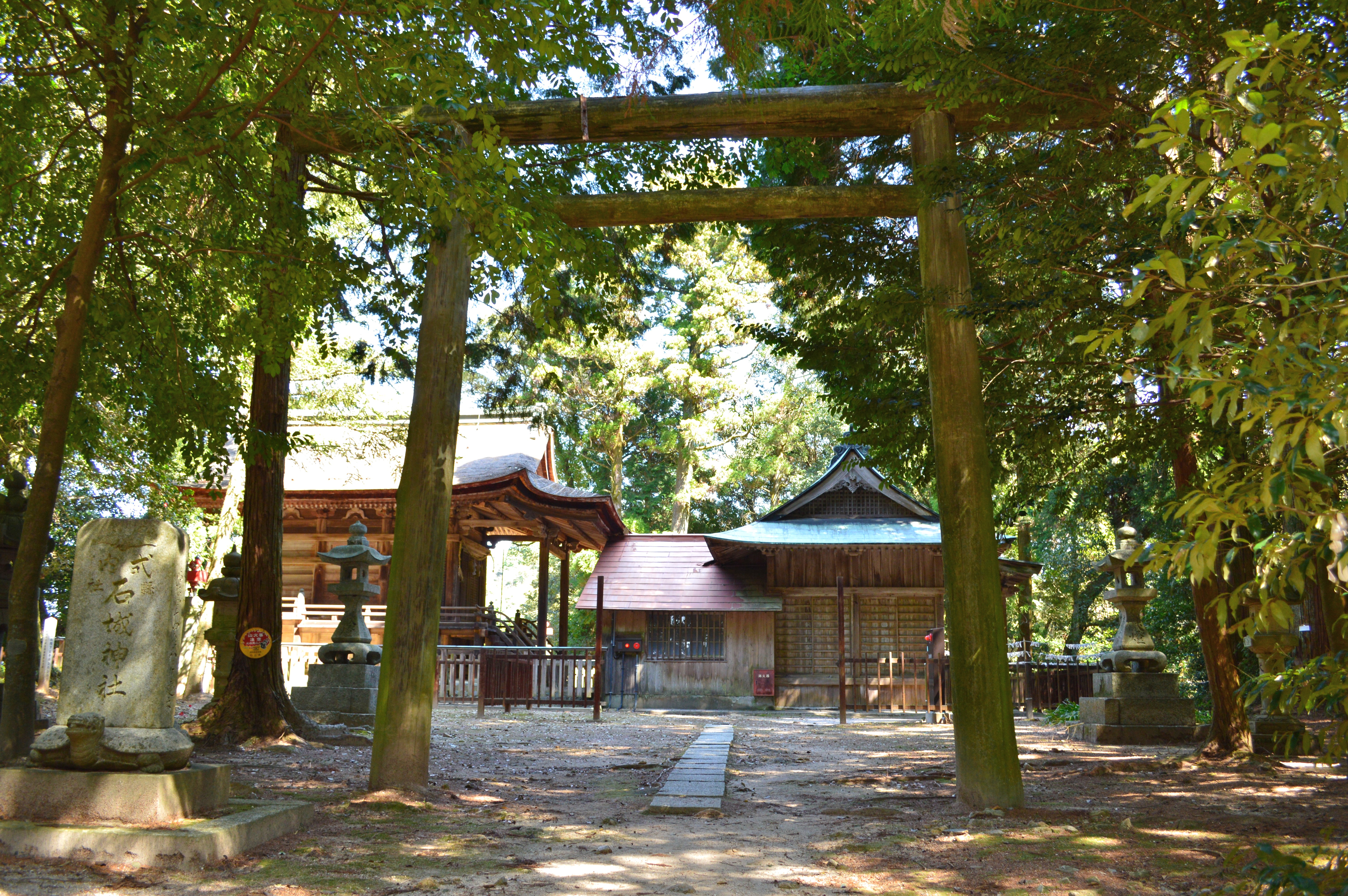
境内鳥居
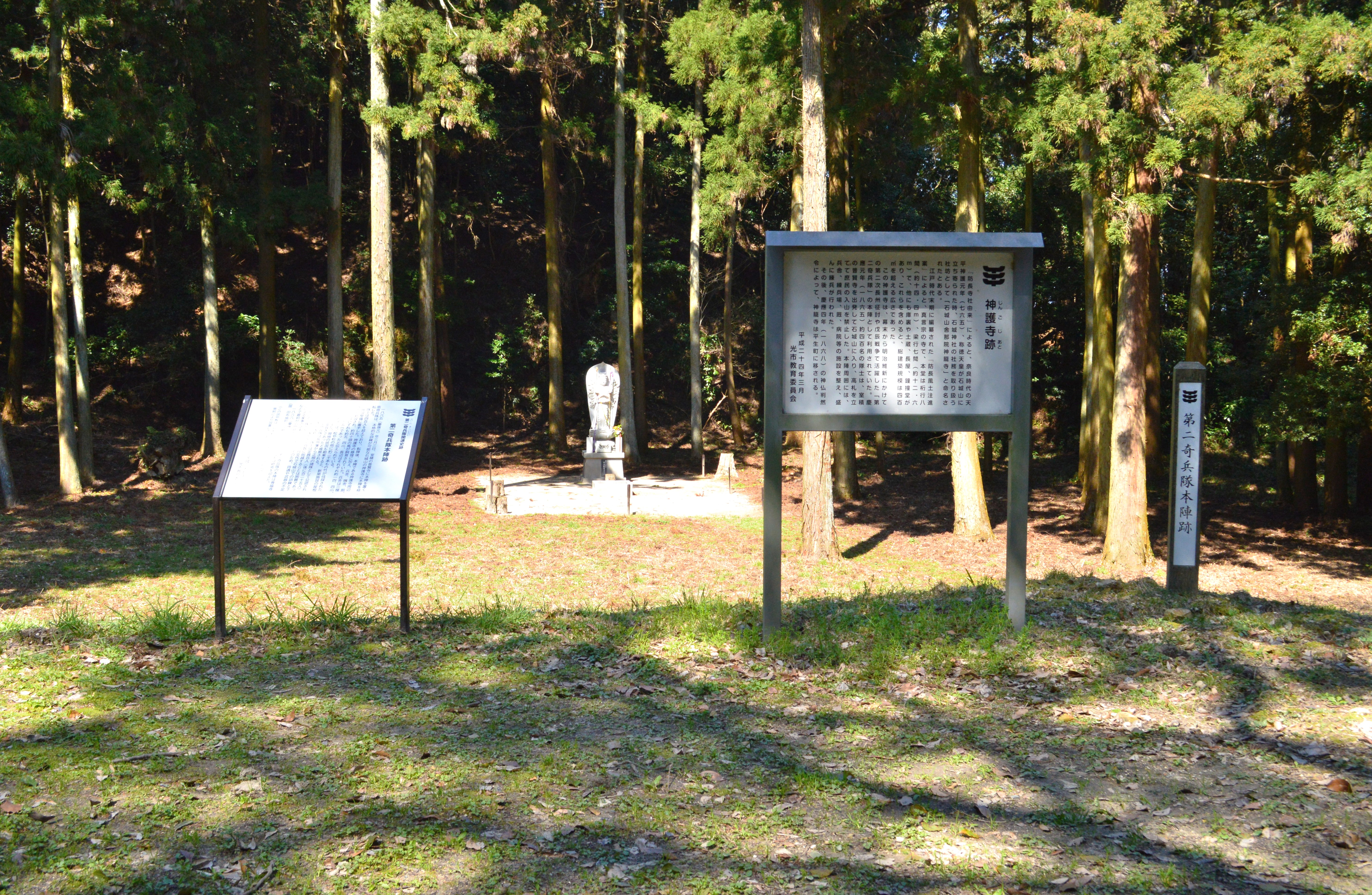
神護寺 本堂跡
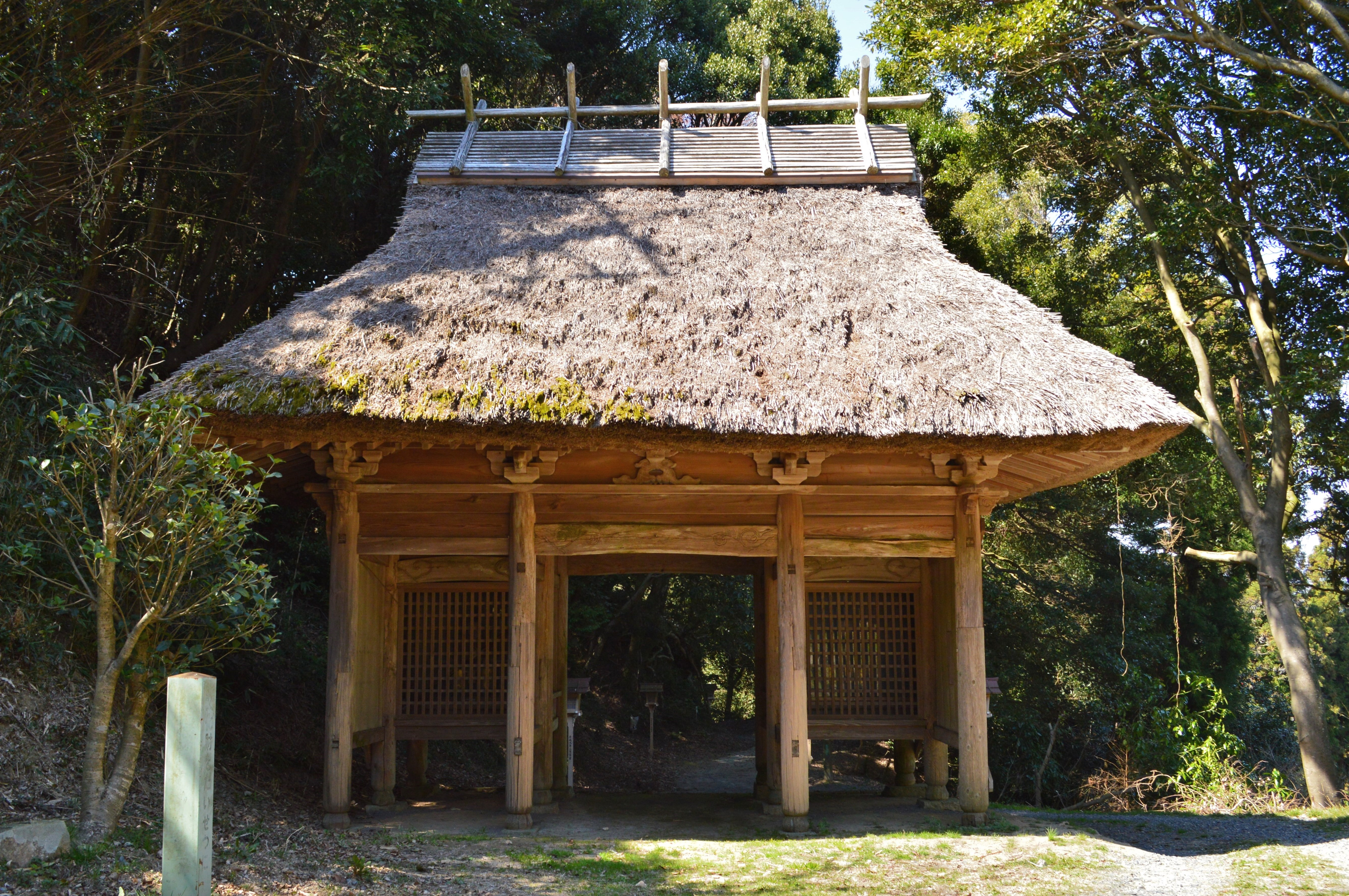
随身門（旧神護寺仁王門）
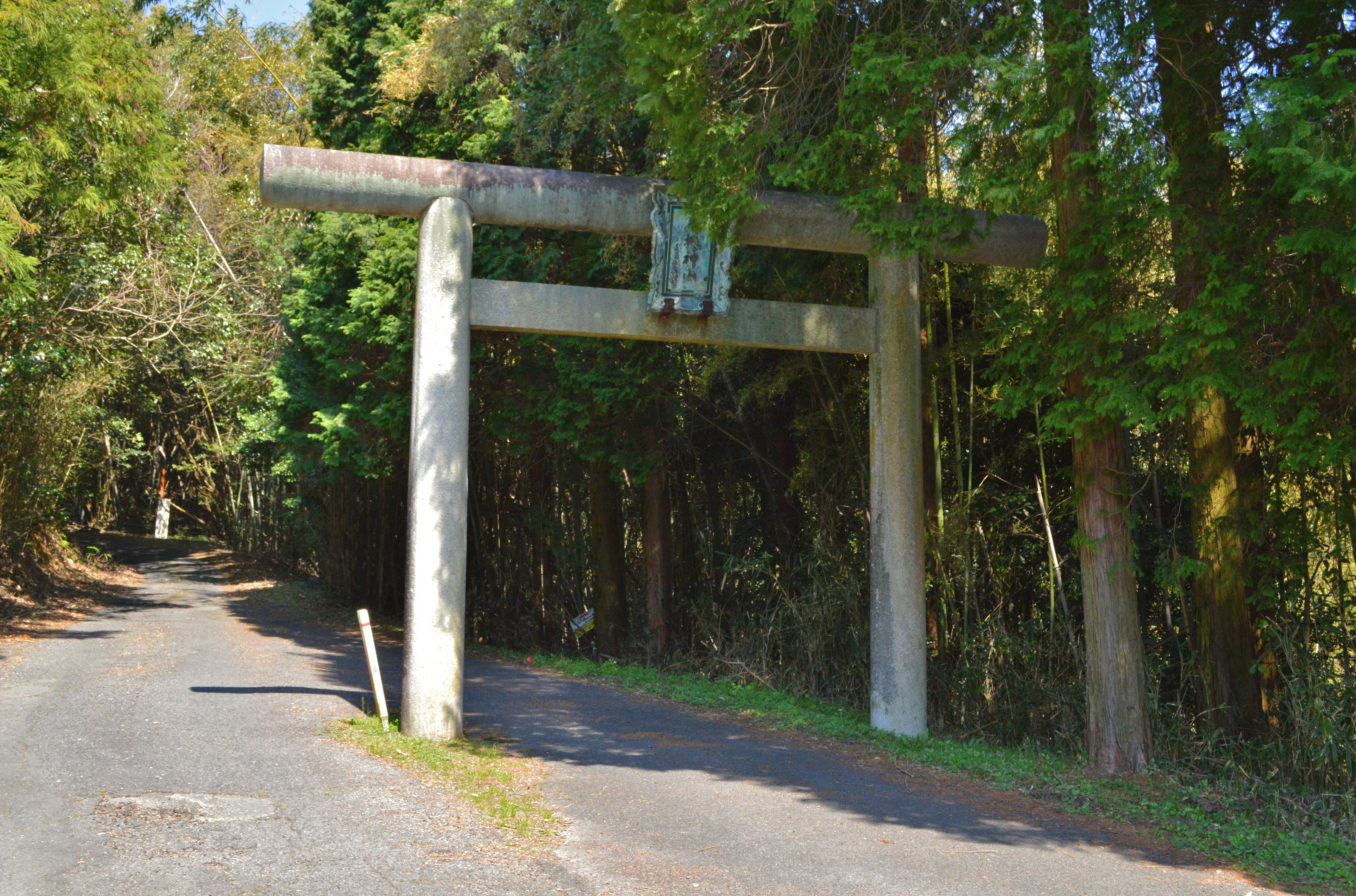
山麓の鳥居

## 摂末社

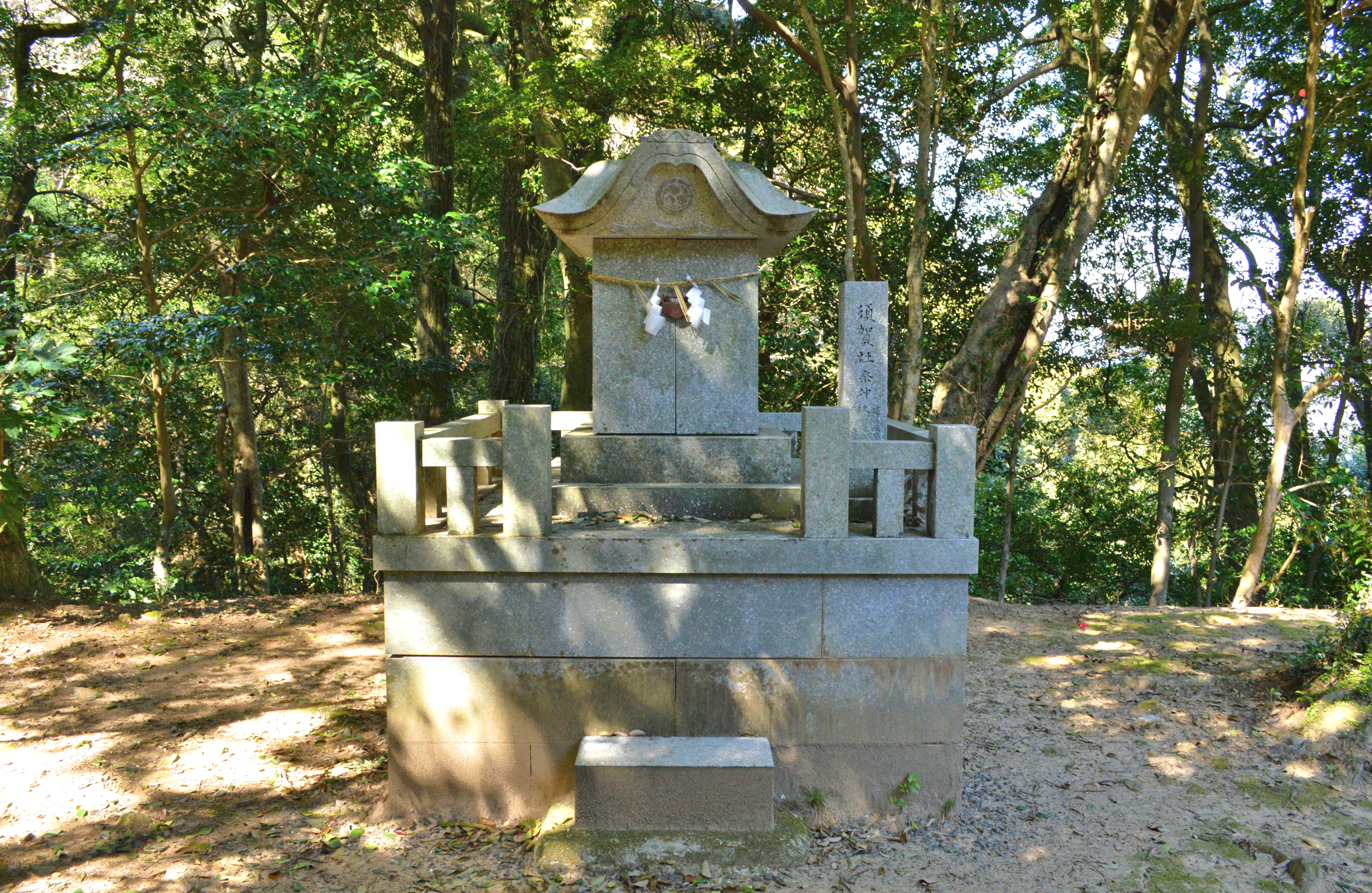
須賀社

摂末社として次の2社がある。
- 須賀社 - 境内社。
- 宇和奈利社 - 境外社。

## 文化財

### 重要文化財（国指定）
- 本殿（附 宮殿1基、棟札2枚）（建造物）
明治40年（1907年）5月27日に古社寺保存法に基づき特別保護建造物に指定、昭和25年（1950年）の文化財保護法施行により国の重要文化財に指定。附（つけたり）指定物件は昭和54年（1979年）2月3日に追加指定[5][11][7]。